# ریه میازاوا
ریه میازاوا (به ژاپنی: 宮沢 りえ Miyazawa Rie)؛ زادهٔ ۶ آوریل ۱۹۷۳) یک هنرپیشه، خواننده، و مانکن (فرد) اهل ژاپن است.